# 埃米尔·克拉佩龙
伯诺瓦·保罗·埃米尔·克拉佩龙（法語： Benoît Paul Émile Clapeyron，也译作克拉伯龙，1799年2月26日—1864年1月28日），法国物理学家，工程师，在热力学研究方面有很大贡献。

## 生平与科学研究
克拉佩龙生于巴黎，1818年从巴黎综合理工学院毕业，之后和朋友加布里埃尔·拉梅一起进入国立巴黎高等矿业学校接受工程师训练。俄国沙皇亚历山大一世当时正在招募技术人才到俄国组织工程项目和普及工程教育，1820年克拉佩龙和拉梅一起前往圣彼得堡执教，指导工程项目，并一起发表了多篇论文。1830年法国七月革命之后，俄法关系紧张，两人被迫回到法国。
1833年克拉佩龙和加布里埃尔·拉梅合写了《均一固体的内部力平衡》，这是最早提到应力张量的一篇文献。克拉佩龙看到了铁路发展的潜力，提出了建设连接巴黎、凡尔赛和圣日耳曼铁路的建议，并积极募集资金。1835年铁路开始建设。
1834年他发表了一篇以“热的推动力”为题目的一篇报告，其中他扩展了两年前去世的物理学家尼古拉·卡诺的工作。虽然卡诺已经发展了一种更为清晰的分析热机的方法，他仍然使用了繁冗落后的热质说来解释。克拉佩龙则使用了更为简单易懂的图解法，表达出了卡诺循环在P-V图上是一条封闭的曲线，曲线所围的面积等于热机所做的功。
1843年克拉佩龙进一步发展了可逆过程的概念，给出了卡诺定理的微分表达式，是热力学第二定律的雏形。他用这一发现扩展了克劳修斯的工作，建立了计算蒸气压随温度变化系数的克劳修斯－克拉佩龙方程。他还进一步考虑了相变过程中的连续问题，后来被称为斯蒂潘问题。
克拉佩龙还曾对理想气体进行过研究，他将波义耳定律和查理-盖吕萨克定律结合起来，把描述气体状态的三个参数：压强（p）、体积（V）、和温度（T）归于一个方程，一定量气体，体积和压力的乘积与热力学温度成正比，被称为克拉佩龙方程。
1844年起克拉佩龙任巴黎桥梁道路学校教授。1858年被选为法国科学院院士。